# Cryphia chlorocharis
Cryphia chlorocharis là một loài bướm đêm trong họ Noctuidae.